# Barranc del Bosc de Cal Cabot
El Barranc del Bosc de Cal Cabot és un torrent afluent per la dreta del Barranc de Vallmanya, al Solsonès.

## Municipis per on passa
El curs del Barranc del Bosc de Cal Cabot transcorre íntegrament pel terme municipal de Pinós.

## Xarxa hidrogràfica
La xarxa hidrogràfica del Barranc del Bosc de Cal Cabot està constituïda per 13 cursos fluvials que sumen una longitud total de 2.616 m.

### Distribució municipal
El conjunt de la seva xarxa hidrogràfica transcorre íntegrament pel terme municipal de Pinós.